# Ruth Díaz
Ruth Díaz Muriedas (Reinosa, 25 gennaio 1975) è un'attrice spagnola.

## Filmografia parziale

### Cinema
- Marujas asesinas, regia di Javier Rebollo (2001)
- El calentito, regia di Chus Gutiérrez (2005)
- Locos por el sexo, regia di Javier Rebollo (2006)
- Aparecidos, regia di Paco Cabezas (2007)
- Los días no vividos, regia di Alfonso Cortés-Cavanillas (2012)
- Ciudad Delirio, regia di Chus Gutiérrez (2014)
- La vendetta di un uomo tranquillo (Tarde para la ira), regia di Raúl Arévalo (2016)
- Sotto la pelle del lupo (Bajo la piel de lobo), regia di Samu Fuentes (2017)
- Vitoria, 3 de marzo, regia di Victor Cabaco (2018)
- Sordo, registi vari (2019)
- Adiós, regia di Paco Cabezas (2019)
- Dov'è la tua casa (Hogar), regia di David Pastor e Àlex Pastor (2020)
- Un mundo normal, regia di Achero Mañas (2020)
- Érase una vez en Euskadi, regia di Manu Gómez (2021)
- 13 exorcismos, regia di Jacobo Martínez (2022)
- La espera, regia di F. Javier Gutiérrez (2023)

### Televisione
- El comisario - serie TV, 3 episodi (2000)
- Maneras de sobrevivir - serie TV, 2 episodi (2005)
- Film per non dormire: affittasi (Películas para no dormir: Para entrar a vivir) - film TV (2006)
- Una bala para el Rey - serie TV, 2 episodi (2009)
- MIR - serie TV, 25 episodi (2007-2009)
- Amar en tiempos revueltos - serie TV, 31 episodi (2009)
- Hospital Central - serie TV, 6 episodi (2003-2010)
- Cuéntame cómo pasó - serie TV, 3 episodi (2012-2013)
- Si fueras tú - miniserie TV, 5 episodi (2017)
- Vis a vis - Il prezzo del riscatto (Vis a vis) - serie TV, 9 episodi (2018)
- Baci nell'aria (Besos al aire) - miniserie TV, 2 episodi (2021)
- El pueblo - serie TV, 32 episodi (2019-2023)

## Premi
- Medallas del Círculo de Escritores Cinematográficos
  - 2017: "Mejor Actriz Secundaria" (La vendetta di un uomo tranquillo)
- Mostra del cinema di Venezia
  - 2016 - Premio Orizzonti per la miglior interpretazione femminile (La vendetta di un uomo tranquillo)
- Premi Unión de Actores y Actrices
  - 2015: "Rivelazione - Categoría femminile" (La vendetta di un uomo tranquillo)
- Premi Feroz
  - 2017: "Best Actress in a Supporting Role" (La vendetta di un uomo tranquillo)